# 徐炜 (外交官)
徐炜（1973年2月—），男，中华人民共和国外交官，现任中华人民共和国驻阿巴斯总领事。

## 生平
徐炜曾任驻伊朗大使馆政务参赞、首席馆员，后升任公使衔参赞和外交部军控司公使衔参赞。2023年8月，出任中华人民共和国驻阿巴斯总领事。